# Tamarin-lion à tête dorée
Leontopithecus chrysomelas · Singe-lion à tête dorée
Espèce
Statut de conservation UICN

 EN A2c : En danger
Statut CITES
Le Tamarin-lion à tête dorée ou Singe-lion à tête dorée (Leontopithecus chrysomelas) est une espèce de primate de la famille des Callitrichidae. C'est un animal en voie de disparition.

## Description
Le plus massif de tous les callitrichidés. Fourrure soyeuse noire sauf la crinière et la fraise (toutes deux abondantes), les avant-bras, les pieds et mains et la face supérieure de la première moitié de la queue qui sont de couleur dorée. Zone dorée à peine visible au bas de la cuisse. Face nue et relativement sombre. Corps 26 cm (de 24 à 30 cm). Queue 38 cm (de 36 à 40 cm). Poids de 540 à 700 g (M) et de 480 à 590 g (F).

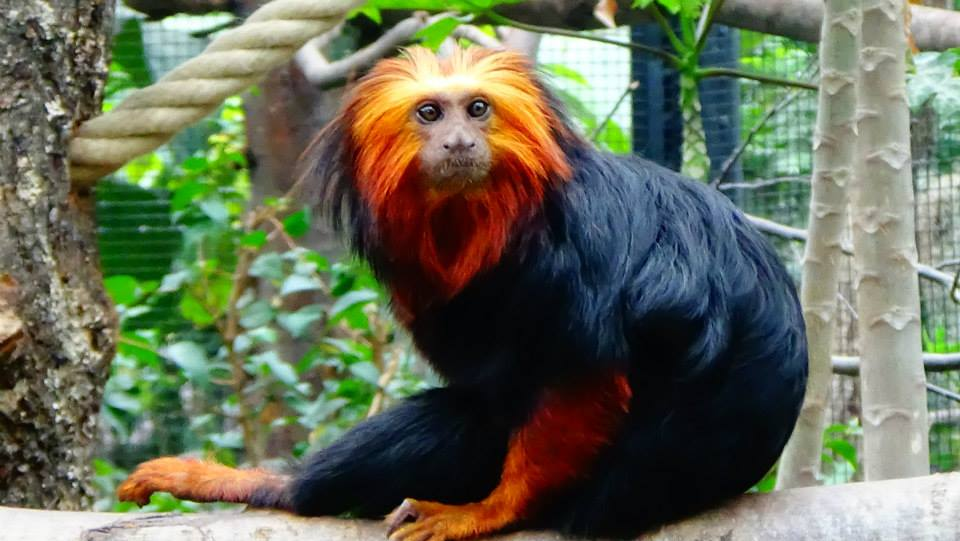
Tamarin Tête de Lion au Parc Zoologique de Paris

## Distribution
Est du Brésil. Sud du Bahia, entre le Rio das Contas (14°S) au nord et le Rio Jequitinhonha (15°30’S) au sud. Très rare entre les Rios Pardo et Jequitinhonha. À l’ouest jusqu’au Rio Acara. Également présent dans l’extrême nord-est du Minas Gerais (municipalités de Jôrdania et Salto de Divisa), sur 2 % de la distribution. Sur une aire totale estimée à 19 462 km2.

## Habitat
Forêt de plaine sempervirente et semi-décidue, de préférence primaire, à condition qu’il y ait toujours une abondance de broméliacées. Les forêts riveraines et marécageuses constituent des habitats importants pour cette espèce. Parvient à survivre dans les plantations de cabruca (cacaoyers plantés dans le sous-bois de la forêt primaire, sans la raser). Jusqu’à 112 m d’altitude.

## Sympatrie et association
Sympatrique du titi masqué du sud du Bahia (Callicebus melanochir), du capucin à poitrine jaune (Cebus xanthosternos) et du hurleur brun du nord (Alouatta guariba guariba). Cohabite parfois avec l’ouistiti du Bahia (Callithrix kuhlii), les deux primates formant d’éphémères troupes mixtes.

## Domaine
De 66 à 86 ha (RB d’Una, d’après Dietz) et chevauche peu celui des voisins (7 %). 123 ha (RB d’Una, d’après Raboy et Dietz) et passe la moitié de son temps dans 11 % de son territoire. 94,6 ha (dans tout le sud du Bahia). Très agressif à l’égard des congénères étrangers, il les chasse de son territoire exclusif, leur montre ses dents aiguisées en poussant des hurlements suraigus.

## Densité
De 4 à 17/km² (RB d’Una). 4,5/km² (de 2,2 à 10,5/km²), dans tout le sud du Bahia.

## Locomotion
Quadrupède.

## Comportements basiques
Diurne. Arboricole.

## Activités
Parcourt chaque jour de 1,552 à 1,954 km (d’après Rylands). Évolue entre 3 et 20 m de hauteur, sans descendre au sol. Budget d’activités : déplacements (43 %), alimentation végétale (24 %), recherche d’insectes (13 %), repos et contacts sociaux (20 %). Au coucher du soleil, il se réfugie dans un trou d’arbre pour dormir. Son dortoir est toujours situé dans la forêt primaire alors qu’il peut vivre pendant la journée dans la forêt secondaire. Tandis que l’ouistiti du Bahia fourrage plutôt dans les basses strates de la forêt, il cherche sa pitance dans les strates supérieures (12-20 m), à des hauteurs où les broméliacées poussent en abondance. Ainsi, ils ne se font pas concurrence. Le reste du temps, en revanche, il évolue préférentiellement à 3-12 m.

## Alimentation
Frugivore-faunivore-exsudativore. Soixante-dix-neuf espèces de plantes appartenant à trente-deux espèces différentes (d'après Raboy et Dietz). Budget alimentaire végétal (d'après Rylands) : fruits (de 74 à 89 %) et fleurs et résines (de 18 à 31 %). Nectar du manglier blanc bulandi (Symphonia globulifera) entre août et novembre. Gousses gluantes du visgueiro (Parkia pendula). Insectes et lézards traqués sur l'écorce, dans les trous d'arbres ou les crevasses. De petits oiseaux figurent parfois à son menu, menus volatiles dont les chants trillés sont assez semblables aux cris de ce primate !

## Taille du groupe
De 4,5 à 7. Jusqu’à 15 temporairement. 34 pour 7 groupes (RB d’Una).
Structure sociale et système de reproduction : Groupe multimâle-multifemelle ou groupe monoparental. Polyandrie, polygynie ou monogamie. Période de stabilité de 2 à 4,5 ans, à l’issue de laquelle des mâles immigrants intègrent un groupe (toujours de moins de 5 unités) soit en chassant les mâles reproducteurs soit en tant qu’assistants, tandis que les femelles immigrantes n’intègrent que des groupes sans femelle reproductrice. Ces périodes agitées de transition apparaissent simultanément dans les groupes voisins. La polygynie s’avère très rare en captivité et pourrait être associée dans la nature à la présence d’un mâle étranger, à l’abondance alimentaire voire à une faible opportunité de dispersion.

## Reproduction

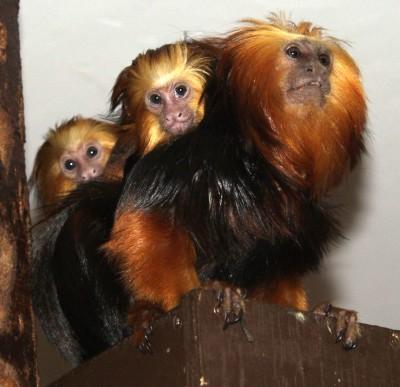
Tamarins lions à tête dorée
(Leontopithecus chrysomelas)

Accouplements saisonniers. La femelle manifeste activement sa réceptivité par une augmentation de ses présentations anogénitales, ce qui induit une multiplication des reniflements anogénitaux et des montes de la part des mâles, l’un d’entre eux émergeant en reproducteur dominant. Naissances entre octobre et avril (RB d’Una), avec presque autant d’enfants uniques que de jumeaux et seulement 27 % des femelles se reproduisant deux fois par an en dépit d’un environnement sans saison sèche. Gestation de 125 à 132 jours. Plusieurs cas d’infanticide ont été observés chez des spécimens captifs.

## Développement
Durant les huit premières semaines, les enfants sont transportés ~15 % du temps par leur père contre moins de 1 % chez l’ouistiti du Nordeste (Callithrix jacchus) et la période de transport maternel exclusif est plus courte que chez le petit singe-lion doré (L. rosalia). Maturité sexuelle : 15 mois.

## Longévité
Les tamarins peuvent atteindre 15 ans en captivité, bien que ce nombre soit beaucoup plus faible en milieu naturel.

## Menace
Les principales menaces pesant sur le tamarin lion à tête dorée sont la déforestation (0,5 % de son habitat disparaît chaque année), les feux et la chasse.

## Effectifs
De 6 000 à 15 500 (selon les méthodes de calcul).

## Conservation
RB fédérale d’Una (~250) et PE de la Serra do Condurú (État du Bahia, Brésil). Les plantations de cacao à l’abri de la forêt (cabrucas) pourraient contribuer à sa sauvegarde.
En captivité, le Tamarin lion à tête dorée bénéficie d'un EEP (Programme d'elevage européen).

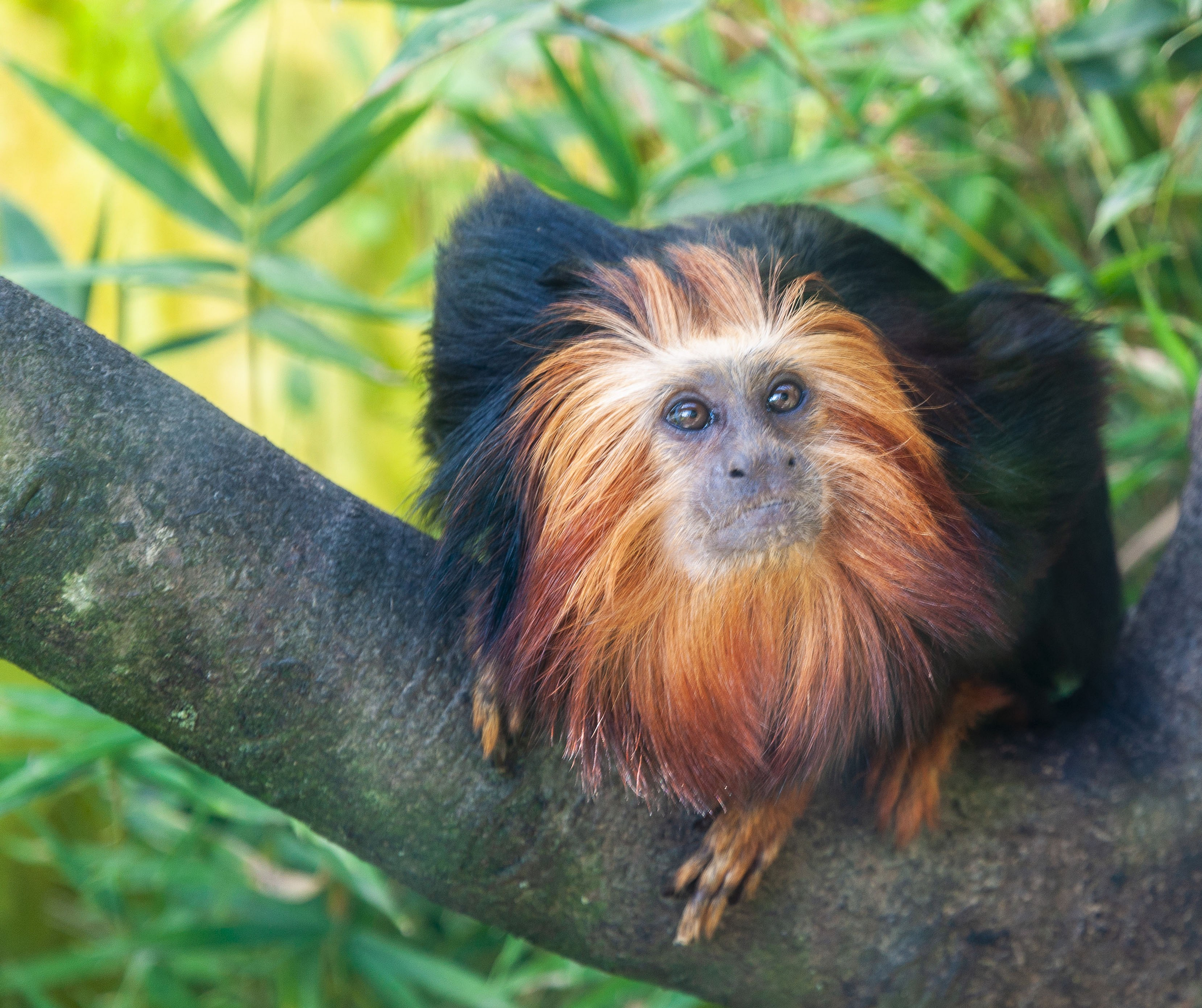
Tamarin lion à tête dorée du zoo de Mulhouse (Leontopithecus chrysomelas)

## Parc zoologique de Paris
Le Parc zoologique de Paris détient au moins deux spécimens de Leontopithecus chrysomelas probablement un couple qui sont présentés au public, facilement observables lors de la visite du zoo, dans la grande serre tropicale. Ils sont maintenus dans un grand enclos fermé en compagnie de deux autres couples de petits singes (notamment Saguinus bicolor "tamarin bicolor"). Ces derniers disposent d'une grande cage d'au moins 10 mètres cubes. L'enclos est aménagé de plantes naturelles, de troncs d'arbres et autres cordes. Ils ne sont pas du tout farouches et se laissent aisément observer par le public (11/2014).